# 陆际光
陆际光，是一位中国无线电科学家。

## 生平
安徽芜湖人。1964年武汉大学物理系无线电物理专业本科毕业，1968年该校物理系无线电物理专业研究生毕业。历任武汉市机械研究所技术员，机械工业部武汉计算机外部设备研究所工程师、主任工程师、高级工程师，中国仪器仪表学会第一届理事。1974年至1979年，先后研制成针型控制台打字机、采用大规模集成电路的彩色辽符显示器、彩色影片加色法印片程序带穿孔机，填补了中国三项空白。1978年3月18日参加全国科学大会，1979年获全国劳动模范称号。1983年9月至1984年6月赴德国克虏伯公司研修计算机技术，1996年7月至1996年12月赴澳大利亚悉尼大学电子工程系做高级访问学者，1987年晋升为教授。被评为“七五”国家科技攻关计划有突出贡献的科技人员。